# Gerard Brons
Gerard Brons B.V. is een voormalige Nederlandse destilleerderij, opgericht in 1826. Het bedrijf was gevestigd in Gorredijk en maakte twee dranken, beerenburg en jenever. De dranken die nog onder het merk Brons verkrijgbaar zijn worden geproduceerd door Boomsma Distilleerderij B.V. in Leeuwarden.